# Richebourg (Yvelines)
Richebourg è un comune francese di 1 565 abitanti situato nel dipartimento degli Yvelines nella regione dell'Île-de-France.

## Società

### Evoluzione demografica
Abitanti censiti